# Bảo tàng Thành phố Gdynia
Bảo tàng Thành phố Gdynia (tiếng Ba Lan: Muzeum Miasta Gdyni) là một bảo tàng tọa lạc tại số 1 phố Zawisza Czarny, Gdynia, Ba Lan. Hoạt động của bảo tàng tập trung vào việc giới thiệu lịch sử của thành phố Gdynia.

## Lịch sử
Vào năm 1968, Phòng Tài liệu Lịch sử Thành phố được thành lập tại Thư viện Công cộng Thành phố. Maciej Rdesiński đảm nhiệm chức vụ giám đốc. Trụ sở của cơ sở này là tòa nhà ở số 30 phố Starowiejska, được xây dựng vào đầu thế kỷ 20. Maciej Rdesiński và một nhóm những người đam mê dự án thành lập bảo tàng đã cùng nhau thu thập các bộ sưu tập nhằm tạo ra một nguồn tư liệu quan trọng về lịch sử thành phố và tiểu sử của các cư dân tiêu biểu của thành phố. Các bộ sưu tập và những nhân sự này là cơ sở của sự ra đời bảo tàng. Vào ngày 1 tháng 1 năm 1983, thị trưởng thành phố đã thành lập Bảo tàng Thành phố Gdynia.
Trong những năm đầu hoạt động, trụ sở của Bảo tàng Thành phố Gdynia là ngôi nhà có tên là Nhà của Áp-ra-ham, tọa lạc tại số 30 phố Starowiejska, trong khi khu vực triển lãm của bảo tàng được bố trí bên trong Gian hàng Triển lãm tại số 21 phố Washington. Lễ khai trương trụ sở mới của bảo tàng ở số 1 phố Zawisza Czarny diễn ra vào tháng 11 năm 2007, buổi lễ có sự hiện diện của Tổng thống Cộng hòa Ba Lan lúc bấy giờ là Lech Kaczyński. Trong năm 2017, bảo tàng đón tiếp 44.582 khách tham quan.